# Salvia chapmanii
Salvia chapmanii är en kransblommig växtart som beskrevs av Asa Gray. Salvia chapmanii ingår i släktet salvior, och familjen kransblommiga växter. Inga underarter finns listade i Catalogue of Life.